# Eisschnelllauf-Sprintweltmeisterschaft 1990

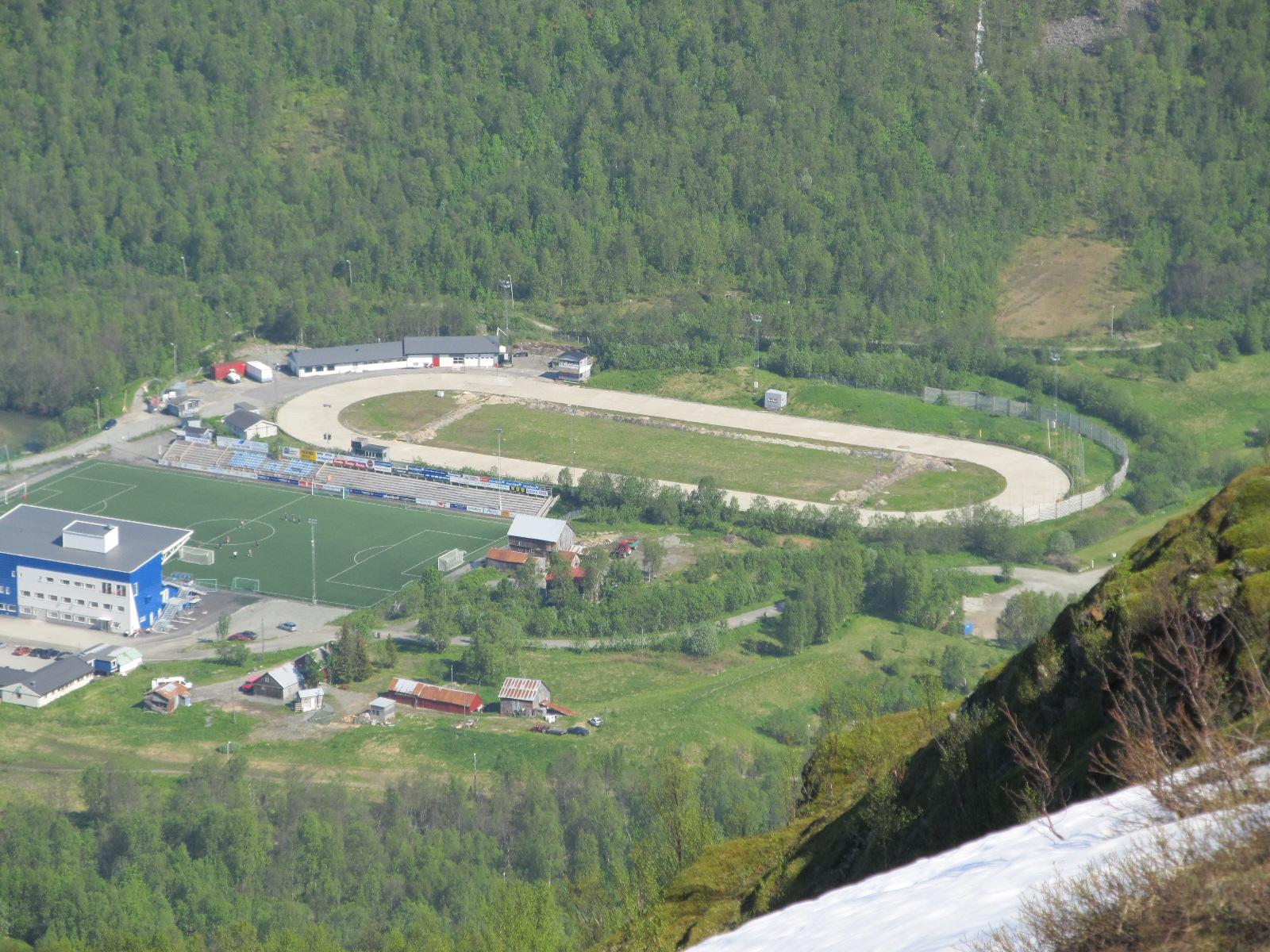
Tromsdalen kunstisbane

Die 21. Eisschnelllauf-Sprintweltmeisterschaft wurde vom 24. bis 25. Februar im norwegischen Tromsø (Tromsdalen) ausgetragen.

## Wettbewerb
- 58 Sportler aus 14 Nationen nahmen am Mehrkampf teil

| Teilnehmende Nationen                          | Teilnehmende Nationen                                         | Teilnehmende Nationen               | Teilnehmende Nationen          |
| ---------------------------------------------- | ------------------------------------------------------------- | ----------------------------------- | ------------------------------ |
| Österreich Kanada Volksrepublik China Finnland | BR Deutschland Deutsche Demokratische Republik Japan Südkorea | Niederlande Norwegen Polen Schweden | Sowjetunion Vereinigte Staaten |

### Frauen

#### Endstand
- Zeigt die zwölf erfolgreichsten Sportlerinnen der Sprint-WM

| Rang | Name                 | 1. Lauf 500 Meter | Pkt.  | 1. Lauf 1.000 Meter | Pkt.  | 2. Lauf 500 Meter | Pkt.  | 2. Lauf 1.000 Meter | Pkt.  | Gesamt- pkt. |
| ---- | -------------------- | ----------------- | ----- | ------------------- | ----- | ----------------- | ----- | ------------------- | ----- | ------------ |
| 1    | Angela Hauck         | 41,32 (1)         | 41,32 | 1:26,66 (2)         | 43,33 | 41,66 (1)         | 41,66 | 1:25,56 (3)         | 42,78 | 169,090      |
| 2    | Bonnie Blair         | 41,65 (2)         | 41,65 | 1:27,21 (4)         | 43,60 | 41,69 (2)         | 41,69 | 1:24,90 (1)         | 42,45 | 169,395      |
| 3    | Christine Aaftink    | 42,04 (4)         | 42,04 | 1:25,66 (1)         | 42,83 | 42,11 (3)         | 42,11 | 1:24,95 (2)         | 42,47 | 169,455      |
| 4    | Seiko Hashimoto      | 42,45 (8)         | 42,45 | 1:26,87 (3)         | 43,43 | 42,29 (4)         | 42,29 | 1:26,92 (6)         | 43,46 | 171,635      |
| 5    | Herma Meijer         | 42,10 (5)         | 42,10 | 1:28,25 (8)         | 44,12 | 42,61 (7)         | 42,61 | 1:26,28 (4)         | 43,14 | 171,975      |
| 6    | Monique Garbrecht    | 42,43 (7)         | 42,43 | 1:28,11 (7)         | 44,05 | 42,49 (6)         | 42,49 | 1:26,41 (5)         | 43,20 | 172,180      |
| 7    | Kyoko Shimazaki      | 42,22 (6)         | 42,22 | 1:28,44 (9)         | 44,22 | 42,80 (10)        | 42,80 | 1:28,46 (13)        | 44,23 | 173,470      |
| 8    | Yoo Seon-hee         | 41,88 (3)         | 41,88 | 1:29,67 (14)        | 44,83 | 42,46 (5)         | 42,46 | 1:29,96 (20)        | 44,98 | 174,155      |
| 9    | Edel Therese Høiseth | 42,97 (10)        | 42,97 | 1:29,83 (15)        | 44,91 | 42,69 (9)         | 42,69 | 1:27,36 (7)         | 43,68 | 174,255      |
| 10   | Heike Pöhland        | 43,29 (15)        | 43,29 | 1:27,68 (5)         | 43,84 | 43,46 (17)        | 43,46 | 1:27,74 (8)         | 43,87 | 174,460      |
| 11   | Tatjana Martynova    | 43,15 (12)        | 43,15 | 1:29,89 (16)        | 44,94 | 42,61 (7)         | 42,61 | 1:28,69 (15)        | 44,34 | 175,050      |
| 12   | Svetlana Kopylova    | 42,81 (9)         | 42,81 | 1:30,92 (22)        | 45,46 | 42,93 (11)        | 42,93 | 1:27,76 (9)         | 43,88 | 175,080      |

#### 1. Lauf 500 Meter
| Platz | Name                 | Land                            | Zeit  | Punkte |
| ----- | -------------------- | ------------------------------- | ----- | ------ |
| 1     | Angela Hauck         | Deutsche Demokratische Republik | 41,32 | 41,32  |
| 2     | Bonnie Blair         | Vereinigte Staaten              | 41,65 | 41,65  |
| 3     | Yoo Seon-hee         | Südkorea                        | 41,88 | 41,88  |
| 4     | Christine Aaftink    | Niederlande                     | 42,04 | 42,04  |
| 5     | Herma Meijer         | Niederlande                     | 42,10 | 42,10  |
| 6     | Kyoko Shimazaki      | Japan                           | 42,22 | 42,22  |
| 7     | Monique Garbrecht    | Deutsche Demokratische Republik | 42,43 | 42,43  |
| 8     | Seiko Hashimoto      | Japan                           | 42,45 | 42,45  |
| 9     | Svetlana Kopylova    | Sowjetunion                     | 42,81 | 42,81  |
| 10    | Edel Therese Høiseth | Norwegen                        | 42,97 | 42,97  |
|       |                      |                                 |       |        |
| 15    | Heike Pöhland        | Deutsche Demokratische Republik | 43,29 | 43,29  |
| 17    | Christina Zummack    | Deutsche Demokratische Republik | 43,43 | 43,43  |
| 21    | Emese Nemeth-Hunyady | Österreich                      | 43,81 | 43,81  |

#### 1. Lauf 1.000 Meter
| Platz | Name                 | Land                            | Zeit    | Punkte |
| ----- | -------------------- | ------------------------------- | ------- | ------ |
| 1     | Christine Aaftink    | Niederlande                     | 1:25,66 | 42,83  |
| 2     | Angela Hauck         | Deutsche Demokratische Republik | 1:26,66 | 43,33  |
| 3     | Seiko Hashimoto      | Japan                           | 1:26,87 | 43,43  |
| 4     | Bonnie Blair         | Vereinigte Staaten              | 1:27,21 | 43,60  |
| 5     | Heike Pöhland        | Deutsche Demokratische Republik | 1:27,68 | 43,84  |
| 6     | Else Ragni Yttredal  | Norwegen                        | 1:27,79 | 43,89  |
| 7     | Monique Garbrecht    | Deutsche Demokratische Republik | 1:28,11 | 44,05  |
| 8     | Herma Meijer         | Niederlande                     | 1:28,25 | 44,12  |
| 9     | Kyoko Shimazaki      | Japan                           | 1:28,44 | 44,22  |
| 10    | Moira D’Andrea       | Vereinigte Staaten              | 1:28,90 | 44,45  |
|       |                      |                                 |         |        |
| 17    | Christina Zummack    | Deutsche Demokratische Republik | 1:30,00 | 45,00  |
| 19    | Emese Nemeth-Hunyady | Österreich                      | 1:30,22 | 45,11  |

#### 2. Lauf 500 Meter
| Platz | Name                           | Land                            | Zeit  | Punkte |
| ----- | ------------------------------ | ------------------------------- | ----- | ------ |
| 1     | Angela Hauck                   | Deutsche Demokratische Republik | 41,66 | 41,66  |
| 2     | Bonnie Blair                   | Vereinigte Staaten              | 41,69 | 41,69  |
| 3     | Christine Aaftink              | Niederlande                     | 42,11 | 42,11  |
| 4     | Seiko Hashimoto                | Japan                           | 42,29 | 42,29  |
| 5     | Yoo Seon-hee                   | Südkorea                        | 42,46 | 42,46  |
| 6     | Monique Garbrecht              | Deutsche Demokratische Republik | 42,49 | 42,49  |
| 7     | Herma Meijer Tatjana Martynova | Niederlande Sowjetunion         | 42,61 | 42,61  |
| 9     | Edel Therese Høiseth           | Norwegen                        | 42,69 | 42,69  |
| 10    | Kyoko Shimazaki                | Japan                           | 42,80 | 42,80  |
|       |                                |                                 |       |        |
| 13    | Christina Zummack              | Deutsche Demokratische Republik | 43,21 | 43,21  |
| 17    | Heike Pöhland                  | Deutsche Demokratische Republik | 43,46 | 43,46  |
| 21    | Emese Nemeth-Hunyady           | Österreich                      | 43,94 | 43,94  |

#### 2. Lauf 1.000 Meter
| Platz | Name                 | Land                            | Zeit    | Punkte |
| ----- | -------------------- | ------------------------------- | ------- | ------ |
| 1     | Bonnie Blair         | Vereinigte Staaten              | 1:24,90 | 42,45  |
| 2     | Christine Aaftink    | Niederlande                     | 1:24,95 | 42,47  |
| 3     | Angela Hauck         | Deutsche Demokratische Republik | 1:25,56 | 42,78  |
| 4     | Herma Meijer         | Niederlande                     | 1:26,28 | 43,14  |
| 5     | Monique Garbrecht    | Deutsche Demokratische Republik | 1:26,41 | 43,20  |
| 6     | Seiko Hashimoto      | Japan                           | 1:26,92 | 43,46  |
| 7     | Edel Therese Høiseth | Norwegen                        | 1:27,36 | 43,68  |
| 8     | Heike Pöhland        | Deutsche Demokratische Republik | 1:27,74 | 43,87  |
| 9     | Svetlana Kopylova    | Sowjetunion                     | 1:27,76 | 43,88  |
| 10    | Shelley Rhead        | Kanada                          | 1:28,28 | 44,14  |
|       |                      |                                 |         |        |
| 18    | Christina Zummack    | Deutsche Demokratische Republik | 1:29,18 | 44,59  |

### Männer

#### Endstand
- Zeigt die zwölf erfolgreichsten Sportler der Sprint-WM

| Rang | Name              | 1. Lauf 500 Meter | Pkt.  | 1. Lauf 1.000 Meter | Pkt.  | 2. Lauf 500 Meter | Pkt.  | 2. Lauf 1.000 Meter | Pkt.  | Gesamt- pkt. |
| ---- | ----------------- | ----------------- | ----- | ------------------- | ----- | ----------------- | ----- | ------------------- | ----- | ------------ |
| 1    | Bae Ki-tae        | 38,16 (4)         | 38,16 | 1:18,49 (3)         | 39,24 | 38,24 (5)         | 38,24 | 1:17,51 (2)         | 38,75 | 154,400      |
| 2    | Andrei Bachwalow  | 38,54 (7)         | 38,54 | 1:17,82 (2)         | 38,91 | 38,15 (3)         | 38,15 | 1:17,64 (3)         | 38,82 | 154,420      |
| 3    | Igor Schelesowski | 37,85 (2)         | 37,85 | 1:16,84 (1)         | 38,42 | 38,78 (10)        | 38,78 | 1:19,54 (15)        | 39,77 | 154,820      |
| 4    | Dan Jansen        | 38,44 (6)         | 38,44 | 1:18,60 (4)         | 39,30 | 38,15 (3)         | 38,15 | 1:18,42 (5)         | 39,21 | 155,100      |
| 5    | Yukinori Miyabe   | 38,35 (5)         | 38,35 | 1:19,41 (11)        | 39,70 | 38,07 (2)         | 38,07 | 1:19,57 (17)        | 39,78 | 155,910      |
| 6    | Alexander Klimow  | 39,19 (13)        | 39,19 | 1:18,86 (5)         | 39,43 | 38,81 (11)        | 38,81 | 1:17,12 (1)         | 38,56 | 155,990      |
| 7    | Hozumi Moriyama   | 39,24 (16)        | 39,24 | 1:18,90 (6)         | 39,45 | 38,29 (6)         | 38,29 | 1:18,44 (6)         | 39,22 | 156,200      |
| 8    | Satoru Kuroiwa    | 37,98 (3)         | 37,98 | 1:21,43 (25)        | 40,71 | 38,31 (7)         | 38,31 | 1:19,02 (10)        | 39,51 | 156,515      |
| 9    | Toshiyuki Kuroiwa | 39,32 (18)        | 39,32 | 1:19,26 (10)        | 39,63 | 38,75 (9)         | 38,75 | 1:18,84 (9)         | 39,42 | 157,120      |
| 10   | Olaf Zinke        | 39,24 (16)        | 39,24 | 1:19,12 (9)         | 39,56 | 39,15 (18)        | 39,15 | 1:18,54 (7)         | 39,27 | 157,220      |
| 11   | Arie Loef         | 38,77 (8)         | 38,77 | 1:19,05 (8)         | 39,52 | 38,98 (14)        | 38,98 | 1:19,98 (23)        | 39,99 | 157,265      |
| 12   | Dave Besteman     | 38,88 (9)         | 38,88 | 1:19,03 (7)         | 39,51 | 38,99 (15)        | 38,99 | 1:19,91 (22)        | 39,95 | 157,340      |

#### 1. Lauf 500 Meter
| Platz | Name              | Land                            | Zeit  | Punkte |
| ----- | ----------------- | ------------------------------- | ----- | ------ |
| 1     | Uwe-Jens Mey      | Deutsche Demokratische Republik | 37,16 | 37,16  |
| 2     | Igor Schelesowski | Sowjetunion                     | 37,85 | 37,85  |
| 3     | Satoru Kuroiwa    | Japan                           | 37,98 | 37,98  |
| 4     | Bae Ki-tae        | Südkorea                        | 38,16 | 38,16  |
| 5     | Yukinori Miyabe   | Japan                           | 38,35 | 38,35  |
| 6     | Dan Jansen        | Vereinigte Staaten              | 38,44 | 38,44  |
| 7     | Andrei Bachwalow  | Sowjetunion                     | 38,54 | 38,54  |
| 8     | Arie Loef         | Niederlande                     | 38,77 | 38,77  |
| 9     | Dave Besteman     | Vereinigte Staaten              | 38,88 | 38,88  |
| 10    | Jaegal Seong-Yeol | Südkorea                        | 38,99 | 38,99  |
|       |                   |                                 |       |        |
| 16    | Olaf Zinke        | Deutsche Demokratische Republik | 39,24 | 39,24  |
| 24    | Andreas Franzelin | Österreich                      | 39,67 | 39,67  |
| 28    | André Hoffmann    | Deutsche Demokratische Republik | 40,22 | 40,22  |

#### 1. Lauf 1.000 Meter
| Platz | Name              | Land                            | Zeit    | Punkte |
| ----- | ----------------- | ------------------------------- | ------- | ------ |
| 1     | Igor Schelesowski | Sowjetunion                     | 1:16,84 | 38,42  |
| 2     | Andrei Bachwalow  | Sowjetunion                     | 1:17,82 | 38,91  |
| 3     | Bae Ki-tae        | Südkorea                        | 1:18,49 | 39,24  |
| 4     | Dan Jansen        | Vereinigte Staaten              | 1:18,60 | 39,30  |
| 5     | Alexander Klimow  | Sowjetunion                     | 1:18,86 | 39,43  |
| 6     | Hozumi Moriyama   | Japan                           | 1:18,90 | 39,45  |
| 7     | Dave Besteman     | Vereinigte Staaten              | 1:19,03 | 39,51  |
| 8     | Arie Loef         | Niederlande                     | 1:19,05 | 39,52  |
| 9     | Olaf Zinke        | Deutsche Demokratische Republik | 1:19,12 | 39,56  |
| 10    | Toshiyuki Kuroiwa | Japan                           | 1:19,26 | 39,63  |
|       |                   |                                 |         |        |
| 19    | André Hoffmann    | Deutsche Demokratische Republik | 1:20,61 | 40,30  |
| 20    | Andreas Franzelin | Österreich                      | 1:20,68 | 40,34  |
| 23    | Uwe Streb         | BR Deutschland                  | 1:21,01 | 40,50  |

#### 2. Lauf 500 Meter
| Platz | Name                        | Land                            | Zeit  | Punkte |
| ----- | --------------------------- | ------------------------------- | ----- | ------ |
| 1     | Uwe-Jens Mey                | Deutsche Demokratische Republik | 37,83 | 37,83  |
| 2     | Yukinori Miyabe             | Japan                           | 38,07 | 38,07  |
| 3     | Andrei Bachwalow Dan Jansen | Sowjetunion Vereinigte Staaten  | 38,15 | 38,15  |
| 5     | Bae Ki-tae                  | Südkorea                        | 38,24 | 38,24  |
| 6     | Hozumi Moriyama             | Japan                           | 38,29 | 38,29  |
| 7     | Satoru Kuroiwa              | Japan                           | 38,31 | 38,31  |
| 8     | Kevin Scott                 | Kanada                          | 38,67 | 38,67  |
| 9     | Toshiyuki Kuroiwa           | Japan                           | 38,75 | 38,75  |
| 10    | Igor Schelesowski           | Sowjetunion                     | 38,78 | 38,78  |
|       |                             |                                 |       |        |
| 16    | Uwe Streb                   | BR Deutschland                  | 39,09 | 39,09  |
| 18    | Olaf Zinke                  | Deutsche Demokratische Republik | 39,15 | 39,15  |
| 29    | André Hoffmann              | Deutsche Demokratische Republik | 39,94 | 39,94  |
| 30    | Andreas Franzelin           | Österreich                      | 40,04 | 40,04  |

#### 2. Lauf 1.000 Meter
| Platz | Name              | Land                            | Zeit    | Punkte |
| ----- | ----------------- | ------------------------------- | ------- | ------ |
| 1     | Alexander Klimow  | Sowjetunion                     | 1:17,12 | 38,56  |
| 2     | Bae Ki-tae        | Südkorea                        | 1:17,51 | 38,75  |
| 3     | Andrei Bachwalow  | Sowjetunion                     | 1:17,64 | 38,82  |
| 4     | Uwe-Jens Mey      | Deutsche Demokratische Republik | 1:17,90 | 38,95  |
| 5     | Dan Jansen        | Vereinigte Staaten              | 1:18,42 | 39,21  |
| 6     | Hozumi Moriyama   | Japan                           | 1:18,44 | 39,22  |
| 7     | Olaf Zinke        | Deutsche Demokratische Republik | 1:18,54 | 39,27  |
| 8     | Liu Wei           | Volksrepublik China             | 1:18,82 | 39,41  |
| 9     | Toshiyuki Kuroiwa | Japan                           | 1:18,84 | 39,42  |
| 10    | Satoru Kuroiwa    | Japan                           | 1:19,02 | 39,51  |
|       |                   |                                 |         |        |
| 19    | Uwe Streb         | BR Deutschland                  | 1:19,70 | 39,85  |
| 21    | André Hoffmann    | Deutsche Demokratische Republik | 1:19,80 | 39,90  |
| 26    | Andreas Franzelin | Österreich                      | 1:20,63 | 40,31  |